# Allsvenskan i bandy för damer 2013/2014
Allsvenskan i bandy för damer 2013/2014 är en bandyserie för damer i Sverige under säsongen 2013/2014 och är den enda nationella bandyserien för damer för säsongen. Inför säsongen gjorde bandyns damserier en ny utformning. Samtliga dambandylag i Sverige spelade i tre allsvenskor, där de två bästa lagen i varje serie bildade en elitserie om sex lag, medan resten spelar vidare i två allsvenskor där vinnarna gick till slutspel mot elitserielagen.

## Allsvenskor

### Allsvenskan Nord
Lag 1–2: Elitserien
Lag 3–6: Fortsättningsserie
| Nr | Lag                  | S | V | O | F | GM | IM | MS  | P |
| -- | -------------------- | - | - | - | - | -- | -- | --- | - |
| 1  | Haparanda Tornio BF  | 5 | 4 | 1 | 0 | 26 | 8  | +18 | 9 |
| 2  | Sandvikens AIK       | 5 | 4 | 0 | 1 | 54 | 7  | +47 | 8 |
| 3  | Söråkers IF          | 5 | 3 | 1 | 1 | 39 | 16 | +23 | 7 |
| 4  | Östersunds BS        | 5 | 2 | 0 | 3 | 16 | 26 | −10 | 4 |
| 5  | Team Hälsinglands BK | 5 | 1 | 0 | 4 | 9  | 27 | −18 | 2 |
| 6  | Härnösands AIK       | 5 | 0 | 0 | 5 | 5  | 65 | −60 | 0 |

### Allsvenskan Mitt
Lag 1–2: Elitserien
Lag 3–4: Fortsättningsserie
| Nr | Lag               | S | V | O | F | GM | IM | MS  | P  |
| -- | ----------------- | - | - | - | - | -- | -- | --- | -- |
| 1  | AIK               | 6 | 4 | 2 | 0 | 40 | 10 | +30 | 10 |
| 2  | Hammarby IF       | 6 | 3 | 2 | 1 | 29 | 11 | +18 | 8  |
| 3  | Västerås SK       | 6 | 2 | 0 | 4 | 16 | 34 | −18 | 4  |
| 4  | Västerstrands AIK | 6 | 1 | 0 | 5 | 11 | 41 | −30 | 2  |

### Allsvenskan Syd
Lag 1–2: Elitserien
Lag 3–6: Fortsättningsserie
| Nr | Lag           | S | V | O | F | GM | IM | MS  | P  |
| -- | ------------- | - | - | - | - | -- | -- | --- | -- |
| 1  | Kareby IS     | 5 | 5 | 0 | 0 | 60 | 2  | +58 | 10 |
| 2  | Skirö AIK     | 5 | 3 | 1 | 1 | 22 | 9  | +13 | 7  |
| 3  | Nässjö IF     | 5 | 3 | 0 | 2 | 27 | 21 | +6  | 6  |
| 4  | Surte BK      | 5 | 2 | 1 | 2 | 17 | 43 | −26 | 5  |
| 5  | Sunvära SK    | 5 | 1 | 0 | 4 | 12 | 34 | −22 | 2  |
| 6  | Mölndal Bandy | 5 | 0 | 0 | 5 | 6  | 35 | −29 | 0  |

## Elitserien
Lag 1–6: Slutspel
| Nr | Lag                 | S  | V | O | F | GM | IM | MS  | P  |
| -- | ------------------- | -- | - | - | - | -- | -- | --- | -- |
| 1  | Kareby IS           | 10 | 9 | 0 | 1 | 59 | 10 | +49 | 18 |
| 2  | Sandvikens AIK      | 10 | 8 | 0 | 2 | 48 | 21 | +27 | 16 |
| 3  | AIK                 | 10 | 6 | 1 | 3 | 40 | 30 | +10 | 13 |
| 4  | Haparanda Tornio BF | 10 | 4 | 1 | 5 | 29 | 37 | −8  | 9  |
| 5  | Hammarby IF         | 10 | 1 | 0 | 9 | 10 | 42 | −32 | 2  |
| 6  | Skirö AIK           | 10 | 1 | 0 | 9 | 11 | 57 | −46 | 2  |

## Fortsättningsserier

### Norra
Lag 1: Slutspel
| Nr | Lag                  | S | V | O | F | GM | IM | MS  | P  |
| -- | -------------------- | - | - | - | - | -- | -- | --- | -- |
| 1  | Söråkers IF          | 8 | 8 | 0 | 0 | 54 | 5  | +49 | 16 |
| 2  | Västerås SK          | 8 | 5 | 0 | 3 | 34 | 26 | +8  | 10 |
| 3  | Östersunds BS        | 8 | 4 | 0 | 4 | 27 | 37 | −10 | 8  |
| 4  | Team Hälsinglands BK | 8 | 2 | 1 | 5 | 15 | 20 | −5  | 5  |
| 5  | Härnösands AIK       | 8 | 0 | 1 | 7 | 5  | 47 | −42 | 1  |

### Södra
Lag 1: Slutspel
| Nr | Lag               | S | V | O | F | GM | IM | MS  | P  |
| -- | ----------------- | - | - | - | - | -- | -- | --- | -- |
| 1  | Nässjö IF         | 8 | 7 | 1 | 0 | 47 | 19 | +28 | 15 |
| 2  | Västerstrands AIK | 8 | 6 | 1 | 1 | 48 | 17 | +31 | 13 |
| 3  | Mölndal Bandy     | 8 | 3 | 0 | 5 | 28 | 41 | −13 | 6  |
| 4  | Sunvära SK        | 8 | 2 | 0 | 6 | 20 | 38 | −18 | 4  |
| 5  | Surte BK          | 8 | 1 | 0 | 7 | 25 | 53 | −28 | 2  |

## Slutspel

### Kvartsfinal
| Datum                                         | Match                    | Resultat |
| --------------------------------------------- | ------------------------ | -------- |
| AIK–Nässjö IF 2–0 i matcher                   |                          |          |
| 27 februari 2014                              | Nässjö–AIK               | 0–14     |
| 1 mars 2014                                   | AIK–Nässjö               | 9–1      |
| Sandvikens AIK–Hammarby IF 2–0 i matcher      |                          |          |
| 26 februari 2014                              | Hammarby–Sandviken       | 1–3      |
| 1 mars 2014                                   | Sandviken–Hammarby       | 5–2      |
| Haparanda Tornio BF–Söråkers IF 2–0 i matcher |                          |          |
| 26 februari 2014                              | Söråker–Haparanda Tornio | 2–4      |
| 1 mars 2014                                   | Haparanda Tornio–Söråker | 5–3      |
| Kareby IS–Skirö AIK 2–0 i matcher             |                          |          |
| 26 februari 2014                              | Skirö–Kareby             | 1–10     |
| 1 mars 2014                                   | Kareby–Skirö             | 6–0      |

### Semifinal
| Datum                                       | Match                   | Resultat |
| ------------------------------------------- | ----------------------- | -------- |
| AIK–Sandvikens AIK 2–0 i matcher            |                         |          |
| 5 mars 2014                                 | AIK–Sandviken           | 8–3      |
| 8 mars 2014                                 | Sandviken–AIK           | 4–5      |
| Haparanda Tornio BF–Kareby IS 0–2 i matcher |                         |          |
| 5 mars 2014                                 | Haparanda Tornio–Kareby | 1–6      |
| 8 mars 2014                                 | Kareby–Haparanda Tornio | 7–1      |

### Final
SM-finalen spelades för andra gången på Friends Arena i Solna i Stockholm. Finalen spelades den 15 mars 2014 och AIK vann SM-guld efter finalseger med 5–1 mot Kareby.
| Resultat          |
| ----------------- |
| Kareby IS–AIK 1–5 |

## Källa
- Bandyförbundet förnyar damserierna nästa säsong Svenska Bandyförbundet, 2013-02-25
- Everysport